# Provinciale weg 34
De provinciale weg 34 (kortweg N34) is een Nederlandse provinciale weg en ex-rijksweg in de provincies Overijssel en Drenthe. De weg is 77 kilometer lang en in zijn geheel uitgevoerd als autoweg.

## Route
De weg begint bij de Witte Paal, waar middels een turborotonde een aansluiting is op de N36 van Almelo richting Hoogeveen. Van hier loopt de weg in noordoostelijke richting Hardenberg, Coevorden en Emmen. Bij Emmen buigt de weg af in noordwestelijke richting om via Borger, Gieten en Zuidlaren bij knooppunt De Punt aan te sluiten op de A28. De weg is over de gehele lengte uitgevoerd als stroomweg met twee rijstroken zonder rijbaanscheiding. Uitzondering hierop is de weg ter hoogte van de afrit Hardenberg (N343) waar over korte afstand een rijbaanscheiding aangebracht is en het deel tussen de afrit Coevorden-Noord (N382) en afrit Emmen (N381) met twee keer twee rijstroken met rijbaanscheiding. Bij knooppunt Holsloot is er een aansluiting op de A37 middels een klaverblad en bij Gieten op de N33 via een grote rotonde, het verkeersplein Gieten.

## Geschiedenis en beheer
De route van de N34 heeft een rijke geschiedenis. Al eeuwen geleden was er een weg die dezelfde plaatsen verbond als nu de N34 doet. Dit komt doordat de N34 voor een zeer groot deel op de Hondsrug ligt. Deze heuvelrug stak boven de moerassen uit die langszijde lagen, waardoor bewoning zich concentreerde op de Hondsrug. In latere jaren was een groot deel van de weg ook onderdeel van de zogeheten Hessenwegen.
In het Rijkswegenplan van 1932 kreeg de weg het nummer 34 toegewezen, maar begon al in Zwolle en liep via Ommen naar de Witte Paal waar de weg aansloot op het overgebleven deel van de N34. Het gedeelte tussen Zwolle en Hardenberg was administratief echter Rijksweg 834. In januari 1961 opende het gedeelte Gieten-Gasselte en in april 1962 volgde Gieten-Annen. In 1990 werd de N34 voorzien van snelheidsremmende maatregelen om de verkeersveiligheid te verbeteren, zoals 'grindbakken' bij Gasselte en Borger en waarschuwingsborden met daarop de tekst 'Inhalen levensgevaarlijk'. In 1993 is in het kader van de Wet Herverdeling Wegenbeheer het deel tussen Zwolle en Ommen al overgedragen aan de provincie Overijssel en omgenummerd naar N340.
Op 21 maart 2006 is besloten dat de N34 om Ommen heen geleid gaat worden om zo het centrum van Ommen en de buurtschap Hoogengraven te ontlasten van verkeer. Dit nieuwe tracé is op 28 juni 2010 opgeleverd. Na het gereedkomen van de omlegging (N36) is het gedeelte tussen de Witte Paal en de N340/N348/N48 overgedragen aan de gemeenten Ommen en Hardenberg en staat nu bekend als R105.
Sinds 2011 is het weggedeelte Ommen - provinciegrens Drenthe/Overijssel in beheer bij de provincie Overijssel en provinciegrens - De Punt in beheer van de provincie Drenthe. De provincie Drenthe heeft als afkoopsom voor deze overname totaal € 82,5 miljoen ontvangen en de provincie Overijssel € 17,7 miljoen.

## Recente aanpassingen
Op de N34 gebeuren de meeste dodelijke ongevallen op N-wegen in Nederland. De weg wordt daarom wel een dodenweg genoemd. Door de jaren heen zijn mede hierom verschillende aanpassingen verricht. Hieronder een overzicht van de aanpassingen die sinds eind jaren 90 de veiligheid en doorstroming moesten vergroten.

### Ombouw naar stroomweg
Om de veiligheid te vergroten is inmiddels de gehele weg uitgevoerd als stroomweg. De weg is op de meeste plaatsen verbreed naar minimaal 8,5 meter en voorzien van een groene middenstreep. Verder is inhalen op veel plaatsen niet meer toegestaan en is de berm verhard. Deze werkzaamheden zijn in fases uitgevoerd:
- De Witte Paal - Hardenberg

Tussen De Witte Paal en Hardenberg is de weg in 2018 opgewaardeerd naar een autoweg met een maximumsnelheid van 100 km/u. Hiervoor is de weg verbreed en zijn er vier nieuwe tunnels en twee ongelijkvloerse kruisingen aangelegd. De gelijkvloerse aansluitingen bij Hardenberg-West (Heemse) en de Lentersdijk zijn komen te vervallen.
- Hardenberg Oost - Coevorden

Bij Hardenberg-Oost is de gelijkvloerse kruising verdwenen en vervangen door een ongelijkvloerse aansluiting met rotondes. De weg is verbreed naar 8,5 meter en er zijn drie nieuwe tunnels en viaducten aangelegd. Bij de plaats Klooster is een ongelijkvloerse kruising aangelegd. De weg was voor deze werkzaamheden gesloten van 3 september tot 10 november 2018.
- Coevorden - Emmen

Tussen de aansluiting Coevorden-Noord (N382) en Knooppunt Holsloot is de weg verdubbeld naar 2x2 rijstroken. Deze aanpassing is begin december 2020 geopend. Alle aansluitingen en viaducten zijn hierbij ook vernieuwd. Bij de aanleg van de N34 in de jaren 70 was er bij de viaducten over de weg al rekening gehouden met een eventuele verbreding. Tussen knooppunt Holsloot en de aansluiting Emmen-West (N391) is de weg eind jaren 90 al verdubbeld naar twee keer twee rijstroken. Tussen Emmen-West en Emmen (N381) is aan de verdubbeling gewerkt en deze is eind maart 2021 in gebruik genomen. 
- Emmen - De Punt

Er waren werkzaamheden aan de weg van 2 juli 2007 tot 12 december 2008, waarbij de weg tot 23 september 2007 dicht was. Vervolgens werd in 2009 het deel tussen Ees en Emmen veiliger gemaakt.

### Aansluitingen
Naast de ombouw naar stroomweg zijn door de jaren heen verschillende aansluitingen aangepast en veiliger gemaakt. Hierdoor is het aantal gelijkvloerse aansluitingen sterk verminderd. De nog bestaande gelijkvloerse aansluitingen zullen in de toekomst nog omgebouwd worden.
- De Witte Paal (N36)

In 2010 is de N36 rond Ommen aangelegd. Bij de voormalige kruising is de N36 doorgetrokken rond Ommen om ten noorden van Ommen aan te sluiten op de N48 richting Hoogeveen. Tegelijkertijd hebben de verkeerslichten plaatsgemaakt voor een turborotonde. Het gedeelte van de N34 tussen Ommen en de Witte Paal is afgewaardeerd naar een erftoegangsweg en is nu als R105 genummerd.
- Aansluiting Hardenberg (N343)

Eind jaren 90 is de aansluiting met de N343 vervangen door een ongelijkvloerse aansluiting. De N34 gaat hier verdiept onder de N343 door.
- Aanleg aansluiting Klooster

Ter hoogte van de buurtschap Klooster, ten zuiden van Coevorden, is een ongelijkvloerse aansluiting aangelegd. De voorbereidingen zijn tussen september en november 2018 al verricht en op 29 mei 2019 kwam de volledige aansluiting gereed. De gelijkvloerse aansluiting bij Holthone is hiermee opgeheven.
- Knooppunt Holsloot (A37)

Bij de verbreding van Rijksweg 37 naar een snelweg eind jaren 90 is de aansluiting met de N34 omgebouwd naar een klaverblad. Hiervoor was de aansluiting uitgevoerd als haarlemmermeeraansluiting waarbij de N34 de hoofdrichting was.
- Ombouw aansluiting Emmen-West

Tegelijk met de uitbouw van de weg tussen Coevorden en Emmen is de aansluiting Emmen-West omgebouwd. De nieuwe aansluiting is geheel kruisingvrij geworden en de aansluiting op de Ermerweg richting Erm en Sleen is komen te vervallen.
- Aansluiting Klijndijk

Ter hoogte van Klijndijk is een ongelijkvloerse kruising met de Slenerweg gebouwd. De gelijkvloerse aansluitingen Odoorn en Emmen-Noord zijn hierna verwijderd.
- Aansluiting Exloo

Van mei 2016 tot april 2017 werd er gewerkt aan de bouw van een ongelijkvloerse kruising ter hoogte van Exloo.
- Aansluiting Borger

Bij de gelijkvloerse aansluiting bij Borger vonden veel aanrijdingen plaats. Om dit te verhelpen is hier een ongelijkvloerse kruising aangelegd. Voor de aanleg moest een gedeelte van de Koesteeg, met een rij eiken, verdwijnen. De bomen zijn in 2006 gekapt door Rijkswaterstaat, ondanks verzet van bewoners tot de Raad van State.
- Verkeersplein Gieten (N33)

Bij de verbreding van de N33 tussen Assen en Zuidbroek in 2011 werd er ook gezorgd voor een betere doorstroming bij de rotonde bij Gieten. De werkzaamheden waren in maart 2011 voltooid, waarna het nieuwe verkeersplein Gieten op 31 maart 2011 volledig werd opengesteld voor het verkeer. De N33 is de hoofdrichting geworden en gaat onder de rotonde door. Het verkeer op de N34 moet echter nog steeds via de rotonde om zijn weg te kunnen vervolgen.
- Knooppunt De Punt (A28)

In 2018 is de aansluiting met de A28 hernoemd naar knooppunt De Punt. Voorheen was de aansluiting bekend als afrit Zuidlaren. De inrichting van de aansluiting (een ongelijkvloerse en onvolledige aansluiting) is echter niet aangepast.
- Openbaar vervoer

Bij de aansluitingen Borger (P+R Borger) en Gasselte zijn eind 2008 nieuwe bushaltes aangelegd en van eind 2011 tot medio 2012 werd er gewerkt aan OV-Knooppunt N33/N34, thans P+R Gieten, een busstation met overkappingen bij het verkeersplein Gieten.

## Toekomstige aanpassingen
Ondanks de vele aanpassingen door de jaren heen zijn er nog verschillende plannen die in de komende jaren uitgevoerd gaan worden. Hierbij gaat het voornamelijk om aanpassingen aan aansluitingen en verbreding van enkele weggedeelten. Hieronder een overzicht:
- Verbreding Emmen - De Punt

Tussen Emmen en de Punt zal de weg gedeeltelijk verbreed worden naar twee keer twee rijstroken om het verkeer de mogelijkheid te geven om veilig in te halen. Er zullen naar verwachting inhaalstroken van drie à vier kilometer lang aangelegd worden. Voor dit project zal zeker 90 miljoen euro nodig zijn en niet eerder dan in 2026 gereed zijn.
- Verbetering van Rotonde Gieten

Tegelijk met de verbreding tussen Emmen en De Punt zal ook de rotonde bij Gieten aangepast worden. De aansluiting op de N33 is in 2011 al aangepast, maar toch stagneert het verkeer op de N34 geregeld. Anno 2024 zijn er plannen voor een fly-over van de N34 over het verkeersplein heen.

## Trivia
- De provincie Drenthe heeft de weg in juli 2018 omgedoopt tot de Hunebed Highway.[10] Dit moet meer toeristen naar Drenthe lokken; de meeste van de Nederlandse hunebedden liggen langs deze weg. Daarbij hoort een logo dat dezelfde vorm heeft als het wapenschild van Amerikaanse snelwegen en de naam is dan ook bedoeld als een knipoog naar die beroemde Amerikaanse Route 66. Overigens zullen de weggebruikers de N34 moeten verlaten om hunebedden te kunnen zien.
- 34 is het laagste wegnummer voor een provinciale weg in Nederland.

## Afbeelding

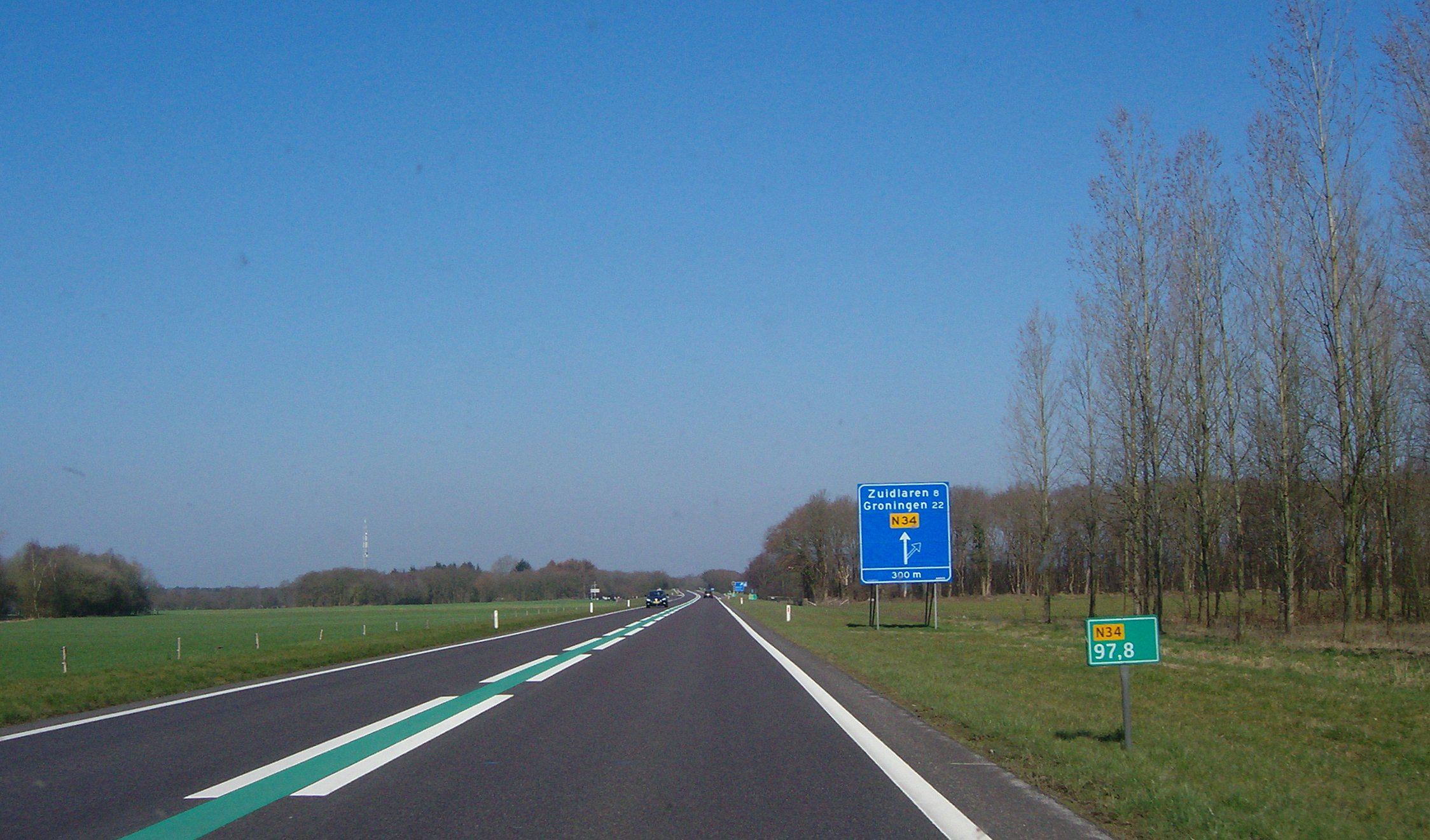
N34 Bij Annen
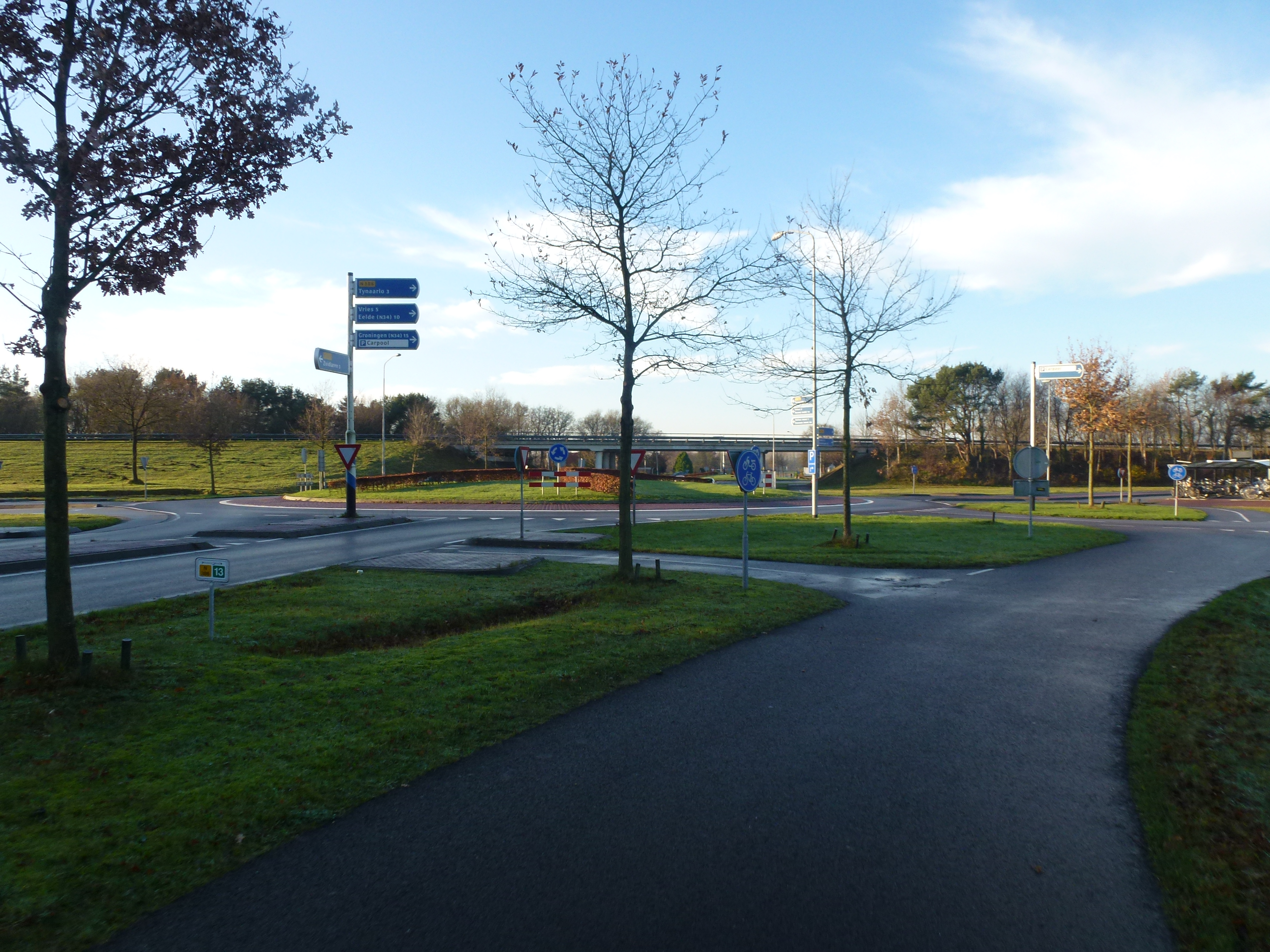
N34 vanaf de N386 bij Zuidlaren
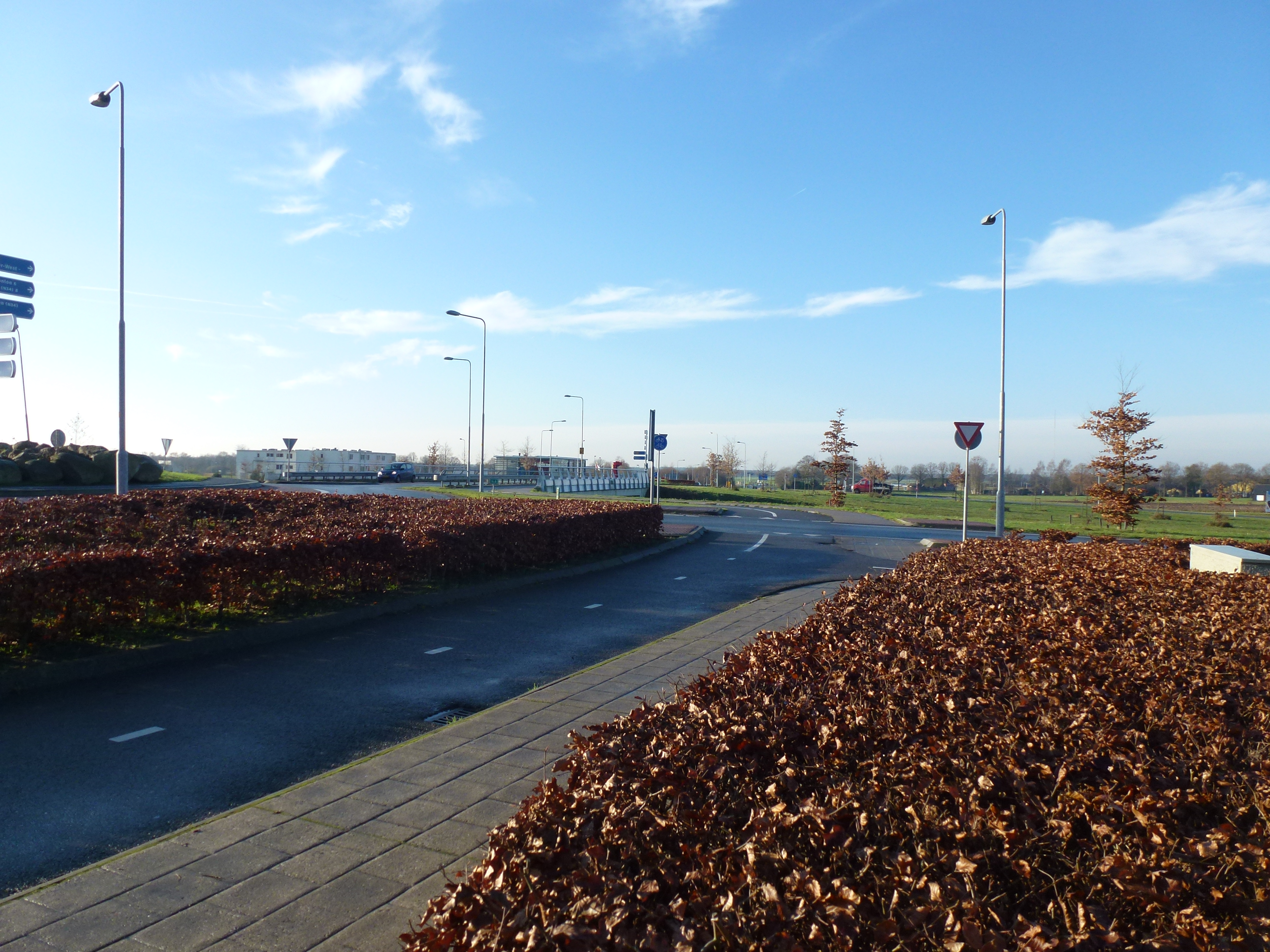
Viaduct over N34 bij Borger
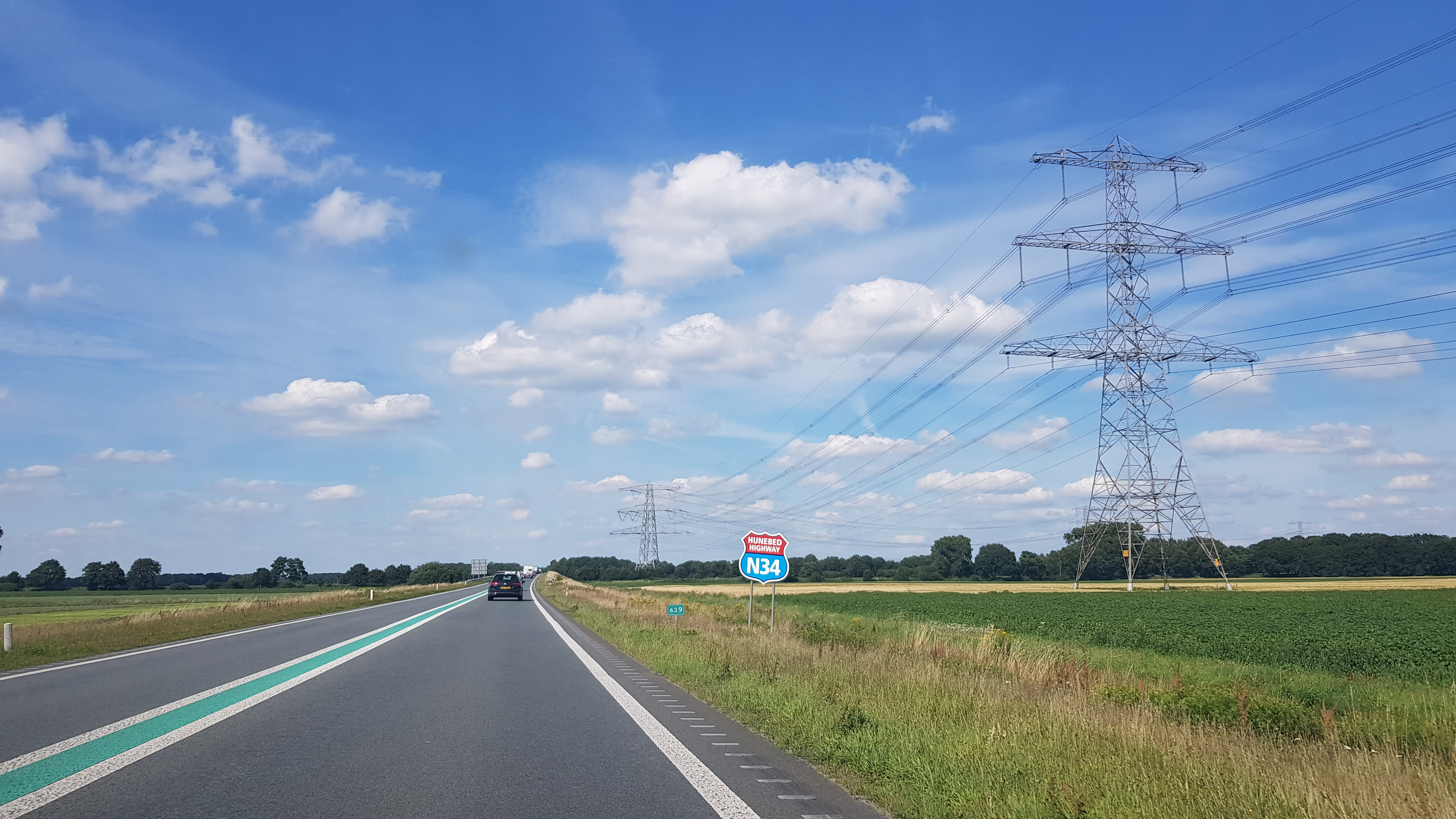
Hunebed Highway N34 bij Emmen